# Дерев'янко Сергій Петрович
Сергій Дерев'янко — український актор.

## Біографія
Народився 5 грудня 1976 року в сім'ї Петра Дерев'янка - актора Першого державного драматичного театру УРСР імені Тараса Шевченка.
1998 року закінчив акторський факультет Дніпропетровського державного обласного театрально-художнього коледжу (курс В. І. Ковалевського).
У 1998—2005 роках — актор Одеського музично-драматичного театру ім. Василя Василька

## Фільмографія
- 2001 «На полі крові. Aceldama» (Україна);
- 2003 «Благословіть жінку», епізод;
- 2003 «Бажана», Єгор (3 серія);
- 2003 «Кавалери морської зірки», Кирило Володимирович Афалов — дільничий;
- 2005-2006 «Плюс нескінченність», епізод;
- 2006 «П'ять хвилин до метро» (Україна), епізод;
- 2006 «Повернення Мухтара-3», Єрьомін (76 серія);
- 2007 „Інді“ (Росія, Україна), епізод;
- 2007 „Вбити змію“, міліціонер»;
- 2008 «Адреналін», Олексій Даренков — головна роль;
- 2009 «Легенди чаклунської любові» (Росія, Україна), водій начальника;
- 2009 «Розлучниця» (Росія, Україна), Андрій Тихонов — мент;
- 2010 «108 хвилин» (Україна);
- 2010 «1942» (Україна, Росія), Валдіс Рубеніс;
- 2010 «Віра, Надія, Любов», епізод;
- 2010 «Вчора закінчилася війна», Льошка — син баби Паші;
- 2010 «Мисливці за караванами», Саша Ложкін

командир вертольота;
- 2010 «Паршиві вівці» (Україна), Олексій — лейтенант НКВС;
- 2010 «Сусіди» (Україна), Андрій Міщенко — моряк;
- 2010 «Трава під снігом» (Росія, Україна), автомеханік;
- 2010 «Я тебе нікому не віддам» (Росія, Україна), водій автобуса;
- 2011 «Матч» (Україна, Росія), Іван Карпенко;
- 2011 «Кульбаба», Льоша;
- 2011 «Ялта-45», майор Ковальов;
- 2012 «Брат за брата-2» (Росія, Україна), Петрович — оперативник;
- 2012 «Джамайка», Ігор;
- 2012 «Порох та дріб» (Росія, Україна), Юрій Чарушин — молодший брат Максима Олександровича Чарушіна (Фільм 8);
- 2012 «Свідок», Олексій, майор поліції;
- 2012-2013 «Білі вовки», Діма;
- 2013 «Без права на вибір» (Казахстан, Росія, Україна), Гера;
- 2013 «Пастка» (Україна, Росія), Андрій Пушкарьов — капітан поліції, агент під прикриттям;
- 2013 «Темні лабіринти минулого» (Україна), Сергій Макров;
- 2014 «Білі вовки-2», Діма Москальов, начальник охоронної фірми;
- 2014 «Двірняжка Ляля» (Україна), Криволап;
- 2014 «Справа для двох» (Росія, Україна), Войнич;
- 2014 «Чоловік на годину» (Україна), чоловік Світлани;
- 2014 «Небезпечне кохання», Філ Мелехов — член банди Івана;
- 2014 «Підміна в одну мить» (Україна), слідчий;
- 2014 «Поки станиця спить» (Росія, Україна), Ігнатій Січкін;
- 2014-2016 «Світло та тінь маяка» (Росія, Україна), Саня Снігур;
- 2015 «Нюхач-2» (Україна), Михайло Авдєєв;
- 2015 «Офіцерські дружини» (Україна), Тимофій Пиляєв;
- 2016 «Громадянин Ніхто» (Україна), Руслан Чернов — оперативник;
- 2016 «Коли минуле попереду» (Росія, Україна), Олег Фісташкін — капітан карного розшуку;
- 2016 «Майор та магія», Володимир — помічник Смирнова;
- 2016 «На лінії життя» (Україна), Ігор Матвєєв — водій швидкої (головна роль);
- 2016 «Поранене серце» (Україна), Андрій — дільничий;
- 2016 «Випадкових зустрічей не буває» (Україна), Олександр Ворохтін — чоловік Олени (головна роль);
- 2016 «Запитайте в осені» (Україна), Горбань — мер;
- 2017 «Лікар Ковальчук» (Україна), Максим Закревський — головна роль;
- 2017 «Доктор Щастя» (Україна), Сергій Ставицький — чоловік Яни;
- 2017 «Лінія світла» (Росія, Україна), Павло;
- 2017 «Ментівські війни. Київ» (Україна), Віталій Супрун — головна роль (Фільми 1-9);
- 2018 «Ржака»[1];
- 2018 «Лікар Ковальчук-2» (Україна), Максим Закревський — головна роль;
- 2019 «Контакт» (Росія, Україна), Черняків — майор;
- 2019 «Брати по крові», Андрій Кірєєв — головна роль;
- 2019 «Підлягає знижченню» (Україна), Лукін;
- 2019 «Та, що бачити завтра» (Україна), Леонід Громов — головна роль;
- 2019 «Пристрасті до Зінаїді» (Україна), Віллі Агєєв (Віля) — кримінальний бізнесмен;
- 2019 «Таємне кохання» (Україна), Володимир Любшин — чоловік Каті;
- 2020 «Брати по крові-2» (Україна), Андрій Кірєєв — головна роль;
- 2020 «Реабілітація», епізод;
- 2020 «Роман з детективом» (Україна);
- 2020 «Коп з минулого» (Україна), Микола Тригуб —  головна роль
- 2021 «Різниця у віці» (Україна), Роман;
- 2021 «Stop-Earth» (Україна), батько Маші;
- 2022 «Чуже щастя»;
- 2024 «Ніхто не ідеальний» - Маріс

## Театральні роботи

### Дніпропетровський державний молодіжний театр
- Калігула — А.Камю «Калігула» (реж. П. П. Ластівка).

### Одеський академічний музично-драматичний театр ім. Василя Василька (1998—2005)
- Тересій — Софокл «Едіп» (реж. Д.Богомазов);
- Хлестаков — Н. В. Гоголь «Ревізор» (реж. Ю.Самотній);
- Деметрій — У.Шекспір «Сон у літню ніч» (реж. В. В. Туманов);
- Василь Воскресенський — Мамлін «Салют динозаврам» (реж. В. В. Туманов);
- Шельменко — Квітко-Основ'яненко «Шельменко-денщик» (реж. В. В. Туманов);
- Сашко — О.Погребінська «Осінні квіти» (реж. В. В. Туманов);
- Джеф Баннер — Я.Стельмах, І.Шоу «Люсі Краун» (реж. Н. А. Тараненко).